# Charles Leodo
Charles Ouradoba Leodo (* 13. März 1953) ist ein ehemaliger Radrennfahrer aus Togo.

## Sportliche Laufbahn
Leodo war im Straßenradsport aktiv. Er war Teilnehmer der Olympischen Sommerspiele 1972 in München. Im olympischen Straßenrennen schied er beim Sieg von Hennie Kuiper aus. 
Togo startete zum ersten Mal bei Olympischen Sommerspielen im Radsport.